# Вітрильний спорт на літніх Олімпійських іграх 2000
Змагання з вітрильного спорту на літніх Олімпійських іграх 2000 в Сіднеї тривали з 17 до 30 вересня у Порт-Джексоні. Розіграно 11 комплектів нагород (3 серед жінок, 3 серед чоловіків і 5 у відкритих дисциплінах.

## Країни
| Нідерландські Антильські острови (AHO) | Антигуа і Барбуда (ANT) | Аргентина (ARG)                       |
| Австралія (AUS)                        | Австрія (AUT)           | Барбадос (BAR)                        |
| Бельгія (BEL)                          | Бермуди (BER)           | Білорусь (BLR)                        |
| Бразилія (BRA)                         | Болгарія (BUL)          | Канада (CAN)                          |
| Кайманові Острови (CAY)                | Китай (CHN)             | Острови Кука (COK)                    |
| Хорватія (CRO)                         | Куба (CUB)              | Кіпр (CYP)                            |
| Чехія (CZE)                            | Данія (DEN)             | Іспанія (ESP)                         |
| Естонія (EST)                          | Фіджі (FIJ)             | Фінляндія (FIN)                       |
| Франція (FRA)                          | Велика Британія (GBR)   | Німеччина (GER)                       |
| Греція (GRE)                           | Гуам (GUM)              | Гонконг (HKG)                         |
| Угорщина (HUN)                         | Індонезія (INA)         | Ірландія (IRL)                        |
| Ісландія (ISL)                         | Ізраїль (ISR)           | Американські Віргінські Острови (ISV) |
| Італія (ITA)                           | Ямайка (JAM)            | Японія (JPN)                          |
| Південна Корея (KOR)                   | Латвія (LAT)            | Литва (LTU)                           |
| Марокко (MAR)                          | Малайзія (MAS)          | Мексика (MEX)                         |
| Мальта (MLT)                           | Нідерланди (NED)        | Норвегія (NOR)                        |
| Нова Зеландія (NZL)                    | Перу (PER)              | Польща (POL)                          |
| Португалія (POR)                       | ПАР (RSA)               | Росія (RUS)                           |
| Сейшельські Острови (SEY)              | Сінгапур (SIN)          | Словенія (SLO)                        |
| Шрі-Ланка (SRI)                        | Швейцарія (SUI)         | Словаччина (SVK)                      |
| Швеція (SWE)                           | Таїланд (THA)           | Китайський Тайбей (TPE)               |
| Туреччина (TUR)                        | Україна (UKR)           | Уругвай (URU)                         |
| США (USA)                              | Венесуела (VEN)         |                                       |

## Медальний залік

### Жінки
| Дисципліни             | Золото                                               | Срібло                                   | Бронза                                          |
| ---------------------- | ---------------------------------------------------- | ---------------------------------------- | ----------------------------------------------- |
| 2000: Містраль (жінки) | Італія (ITA) · Алессандра Сенсіні                    | Німеччина (GER) · Амелі Люкс             | Нова Зеландія (NZL) · Барбара Кендалл           |
| 2000: Європа           | Велика Британія (GBR) · Ширлі Робертсон              | Нідерланди (NED) · Марґріт Маттейсе      | Аргентина (ARG) · Серена Амато                  |
| 2000: 470 (жінки)      | Австралія (AUS) · Дженні Армстронґ · Белінда Стовелл | США (USA) · Дж. Дж. Іслер · Сара Ґлейзер | Україна (UKR) · Руслана Таран · Олена Пахольчик |

### Чоловіки
| Дисципліни                | Золото                                     | Срібло                                  | Бронза                                             |
| ------------------------- | ------------------------------------------ | --------------------------------------- | -------------------------------------------------- |
| 2000: Містраль (чоловіки) | Австрія (AUT) · Крістоф Зібер              | Аргентина (ARG) · Карлос Еспінола       | Нова Зеландія (NZL) · Аарон Мак-Інтош              |
| 2000: Фінн                | Велика Британія (GBR) · Ієн Персі          | Італія (ITA) · Лука Девоті              | Швеція (SWE) · Фредрік Лееф                        |
| 2000: 470 (чоловіки)      | Австралія (AUS) · Том Кінґ · Марк Тернбулл | США (USA) · Пол Форстер · Роберт Меррік | Аргентина (ARG) · Хав'єр Конте · Хуан де ла Фуенте |

### Відкриті дисципліни
| Дисципліни    | Золото                                                     | Срібло                                                       | Бронза                                                                  |
| ------------- | ---------------------------------------------------------- | ------------------------------------------------------------ | ----------------------------------------------------------------------- |
| 2000: Лазер   | Велика Британія (GBR) · Бен Ейнслі                         | Бразилія (BRA) · Роберт Шейдт                                | Австралія (AUS) · Майкл Блекберн                                        |
| 2000: 49er    | Фінляндія (FIN) · Томас Югансон · Юркі Ярві                | Велика Британія (GBR) · Ян Баркер · Саймон Гіскокс           | США (USA) · Джонатан Мак-Кі · Чарлі Мак-Кі                              |
| 2000: Торнадо | Австрія (AUT) · Роман Гаґара · Ганс-Петер Штайнахер        | Австралія (AUS) · Деррен Бандок · Джон Форбс                 | Німеччина (GER) · Роланд Ґеблер · Рене Швалль                           |
| 2000: Зоряний | США (USA) · Марк Рейнолдс · Маґнус Лільєдал                | Велика Британія (GBR) · Іян Вокер · Марк Ковелл              | Бразилія (BRA) · Торбен Граел · Марсело Феррейра                        |
| 2000: Солінґ  | Данія (DEN) · Єспер Банк · Генрік Бласк'єр · Томас Якобсен | Німеччина (GER) · Йохен Шюманн · Ґуннар Бар · Інґо Борковскі | Норвегія (NOR) · Герман Горн Йоганнессен · Пол Девіс · Еспен Стоккеланд |

## Таблиця медалей
| Місце                | Країна                | Золото | Срібло | Бронза | Загалом |
| -------------------- | --------------------- | ------ | ------ | ------ | ------- |
| 1                    | Велика Британія (GBR) | 3      | 2      | 0      | 5       |
| 2                    | Австралія (AUS)       | 2      | 1      | 1      | 4       |
| 3                    | Австрія (AUT)         | 2      | 0      | 0      | 2       |
| 4                    | США (USA)             | 1      | 2      | 1      | 4       |
| 5                    | Італія (ITA)          | 1      | 1      | 0      | 2       |
| 6                    | Данія (DEN)           | 1      | 0      | 0      | 1       |
| 6                    | Фінляндія (FIN)       | 1      | 0      | 0      | 1       |
| 8                    | Німеччина (GER)       | 0      | 2      | 1      | 3       |
| 9                    | Аргентина (ARG)       | 0      | 1      | 2      | 3       |
| 10                   | Бразилія (BRA)        | 0      | 1      | 1      | 2       |
| 11                   | Нідерланди (NED)      | 0      | 1      | 0      | 1       |
| 12                   | Нова Зеландія (NZL)   | 0      | 0      | 2      | 2       |
| 13                   | Норвегія (NOR)        | 0      | 0      | 1      | 1       |
| 13                   | Україна (UKR)         | 0      | 0      | 1      | 1       |
| 13                   | Швеція (SWE)          | 0      | 0      | 1      | 1       |
| Загалом (15 збірних) | Загалом (15 збірних)  | 11     | 11     | 11     | 33      |

## Bibliography
- The Atlanta Committee for the Olympic Games (1997). The Official Report of the Centennial Olympic Games, Volume I Planning and Organization (PDF). Atlanta: Peachtree Publishers. Процитовано 14 вересня 2011.
- The Atlanta Committee for the Olympic Games (1997). The Official Report of the Centennial Olympic Games, Volume II The Centennial Olympic Games (PDF). Atlanta: Peachtree Publishers. Процитовано 14 вересня 2011.
- The Atlanta Committee for the Olympic Games (1997). The Official Report of the Centennial Olympic Games, Volume III The Competition Results (PDF). Atlanta: Peachtree Publishers. Процитовано 14 вересня 2011.[недоступне посилання з 01.05.2018]
- Hugh Drake & Paul Henderson (2009). Canada's Olympic Sailing Legacy, Paris 1924 - Beijing 2008. Toronto: CYA.
- Evans, Hilary; Gjerde, Arild; Heijmans, Jeroen; Mallon, Bill та ін. Sailing at the 2000 Atlanta Summer Games. Olympics at Sports-Reference.com. Sports Reference LLC. Архів оригіналу за 17 квітня 2020. Процитовано 17 вересня 2011. {{cite web}}: Cite має пустий невідомий параметр: |df= (довідка)
- IYRU Olympic Update. ISAF. Архів оригіналу за 2 квітня 2012. Процитовано 18 вересня 2011.